# سيدي عثمان (لاعب كرة سلة)

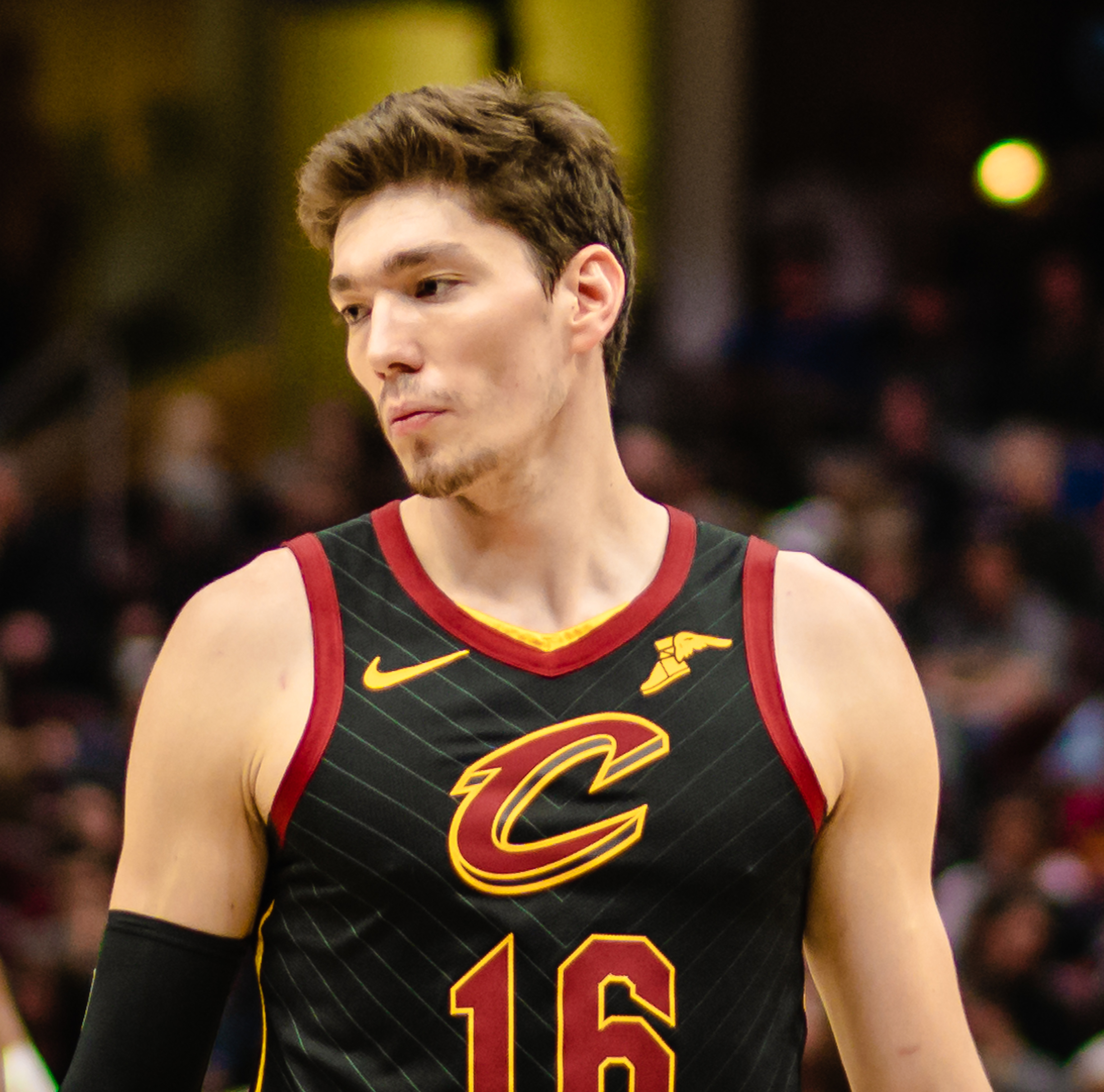
عثمان مع كليفلاند كافالييرز في عام 2019

سيدي عثمان (من مواليد 8 أبريل 1995) هو لاعب كرة سلة تركي محترف لفريق كليفلاند كافالييرز التابع للاتحاد الوطني لكرة السلة (NBA). يلعب في مركز مهاجم ريزتيك . تزوج من إيبرو شاهين ، الممثلة التركية الشهيرة، في مدينة أوخريد التاريخية، مسقط رأس سيدي عثمان.

## الحياة المهنية
ولد عثمان في جمهورية مقدونيا لأب تركي وأم بوسنية (من نوفي بازار، صربيا ). لديه أخ أكبر، جانر، وهو أيضًا لاعب كرة سلة. بدأ لعب كرة السلة عام 2001 مع فرق شباب كيه كيه البوسنة. في عام 2007، انتقل إلى فرق الشباب في أنادولو إيفيس بعد أدائه المتميز في كي كيه بوسنة. وبسبب خلفيته الأبوية التركية، أصبح مواطنًا تركيًا وفقًا لقوانين حق العودة التركية. ومنذ ذلك الحين أصبح ممثلاً للمنتخب الوطني التركي لكرة السلة .

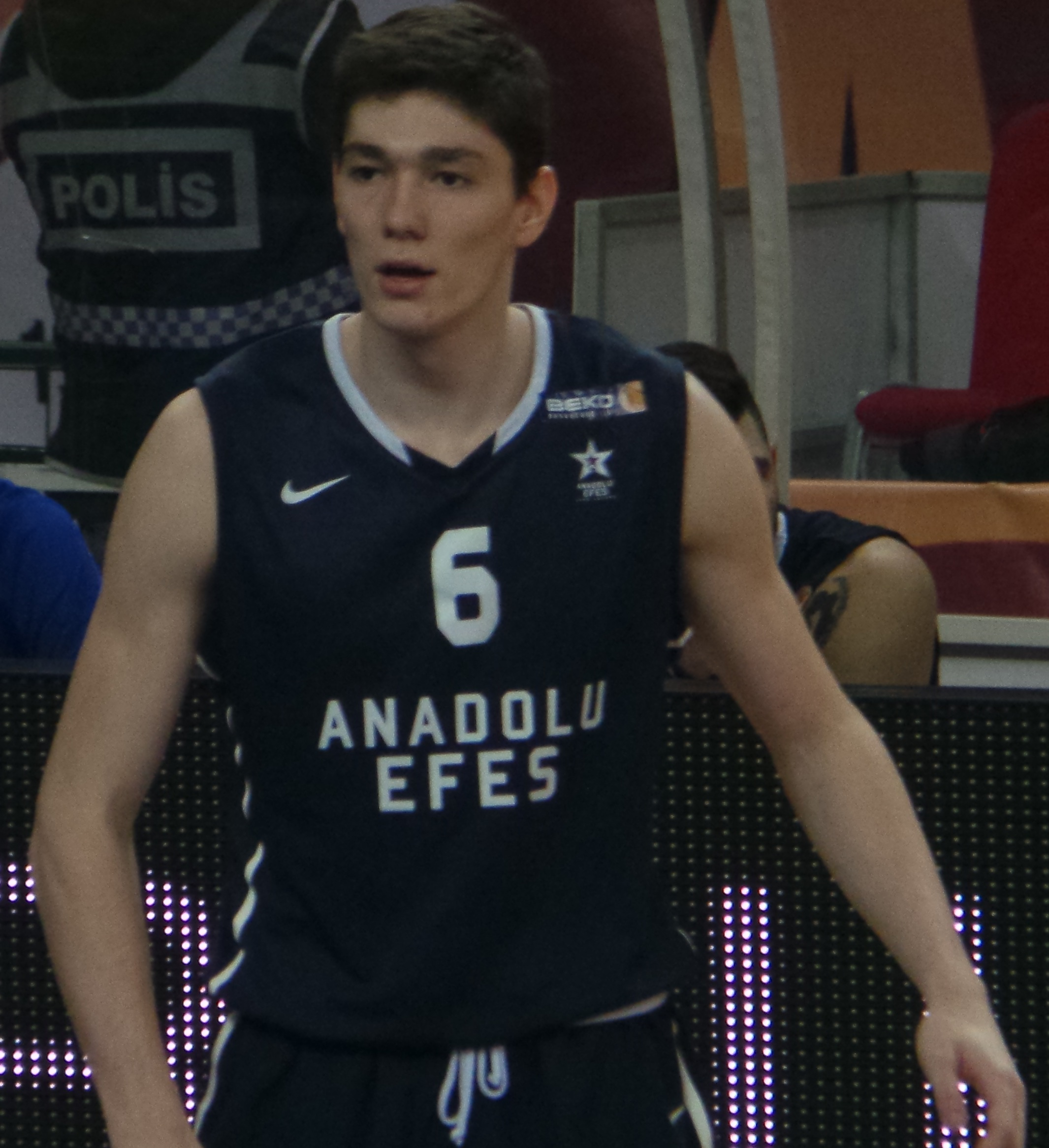
عثمان مع أفس عام 2014

### الدوري الاميركي للمحترفين
في 25 يونيو 2015، تم اختيار عثمان من قبل مينيسوتا تمبروولفز مع الاختيار العام الحادي والثلاثين في مسودة الدوري الاميركي للمحترفين لعام 2015. تم بعد ذلك تداول حقوق المسودة الخاصة به، جنبًا إلى جنب مع Rakeem Christmas واختيارات المسودة المستقبلية، مع كليفلاند كافالييرز للحصول على مسودة حقوق Tyus Jones في نفس الليلة.
في 18 يوليو 2017 وقع عثمان مع كليفلاند كافالييرز. في 9 فبراير 2018، لعب عثمان 38 دقيقة في فوز فريق كافالييرز 107-23 على أتلانتا هوكس . بينما حصل على 6 متابعات و5 تمريرات حاسمة و3 سرقات، وسجل 16 نقطة في 6 تسديدات من أصل 9 أهداف. وصل فريق كافالييرز إلى نهائيات الدوري الاميركي للمحترفين 2018، لكنه خسر 4-0 أمام جولدن ستريت ووريورز .في 25 يناير 2019، سجل عثمان 29 نقطة في خسارة 94-100 أمام ميامي هيت . وبعد أربعة أيام، تم تعيين عثمان في الفريق العالمي كعضو في تحدي النجوم الصاعدة.

### المنتخب التركي للشباب
كان عثمان عضوًا في المنتخب التركي للشباب. لعب في البطولات التالية مع منتخبات الناشئين التركية: بطولة أوروبا لكرة السلة تحت 16 سنة 2011، بطولة أوروبا تحت 18 سنة فيبا في أوروبا، بطولة ألبرت شفايتزر 2012، حيث حصل على الميدالية البرونزية واختير اللاعب الأكثر موهبة. تم الاعتراف به في بطولة أوروبا لكرة السلة تحت 18 سنة 2013، حيث حصل على الميدالية الذهبية ، وفي بطولة أوروبا لكرة السلة تحت 20 سنة، حيث فاز أيضًا بميدالية ذهبية، وتم تقديمه إلى فريق البطولة وتم اختياره كأفضل لاعب .

### المنتخب التركي الأول
أصبح عثمان عضوًا في فريق كرة السلة التركي للرجال بعد أن لعب مع المنتخب التركي للناشئين. مع المنتخب التركي الأول، لعب في كأس العالم لكرة السلة 2014 ، ويوروباسكيت 2015، والتصفيات المؤهلة للألعاب الأولمبية العالمية فيبا مانيلا 2016.

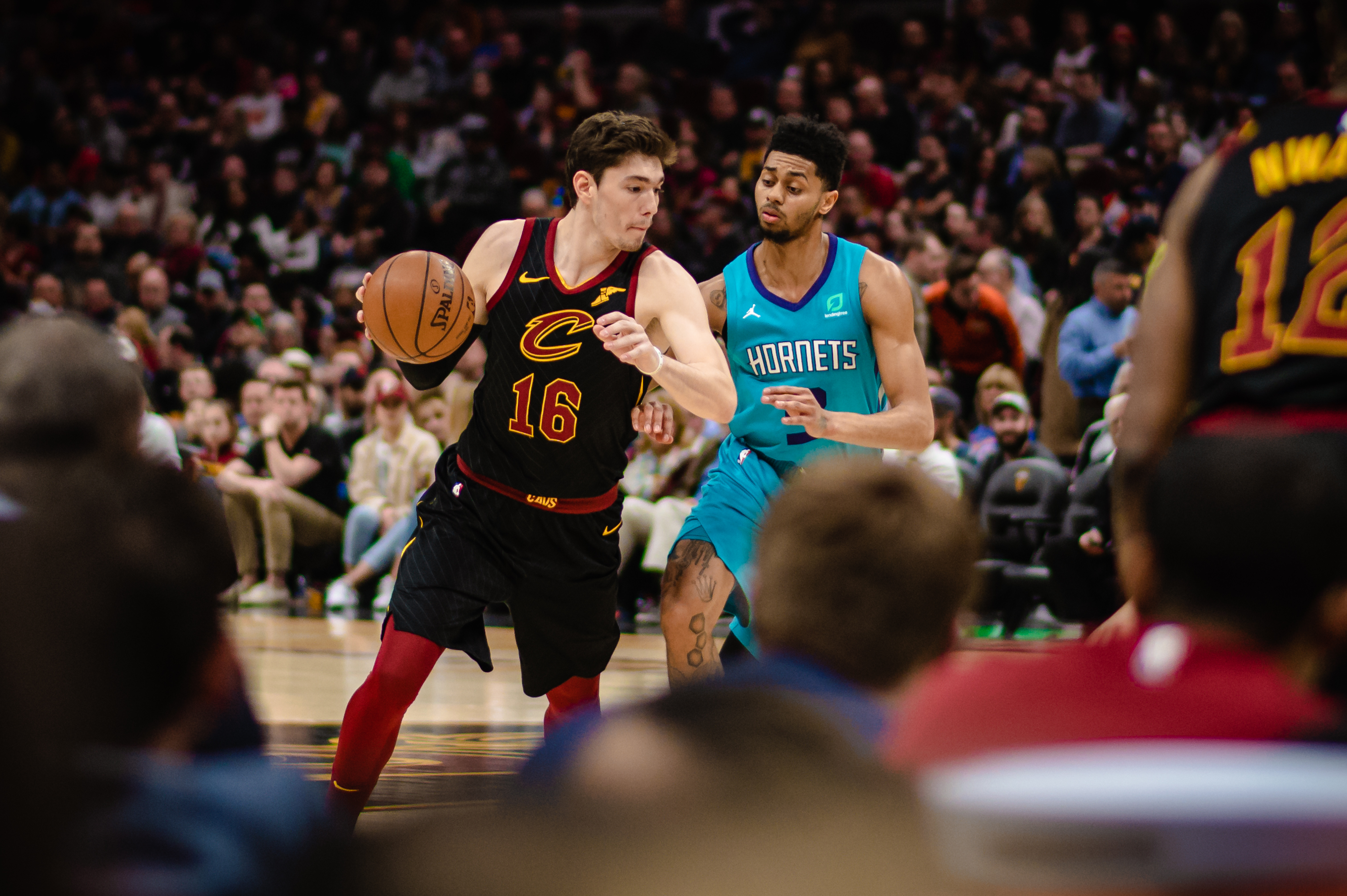
دافع جيريمي لامب عن عثمان في أبريل 2019